# Bonnes (Vienne)
Bonnes ist eine französische Gemeinde mit 1.686 Einwohnern (Stand: 1. Januar 2022) im Département Vienne in der Region Nouvelle-Aquitaine; sie gehört zum Arrondissement Poitiers und zum Kanton Chasseneuil-du-Poitou. Die Einwohner werden Bonnois genannt.

## Geographie
Bonnes liegt etwa 19 Kilometer ostnordöstlich von Poitiers an der Vienne. Umgeben wird Bonnes von den Nachbargemeinden Bellefonds im Norden, Archigny im Nordosten, Chauvigny im Süden und Osten, Jardres im Süden und Südwesten, Lavoux und Liniers im Westen sowie La Chapelle-Moulière im Nordwesten.
Am Südrand der Gemeinde führt die frühere Route nationale 151 (heutige D951) entlang.

## Bevölkerungsentwicklung
| Jahr                       | 1962 | 1968 | 1975 | 1982 | 1990 | 1999 | 2006 | 2012 |
| Einwohner                  | 1083 | 951  | 981  | 1213 | 1290 | 1475 | 1645 | 1747 |
| Quellen: Cassini und INSEE |      |      |      |      |      |      |      |      |

## Sehenswürdigkeiten
- Kirche Saint-André aus dem 12. Jahrhundert, seit 1906 Monument historique
- Schloss Touffou, königliche Residenz, Monument historique
- Schloss Loubressay, seit 1993 Monument historique

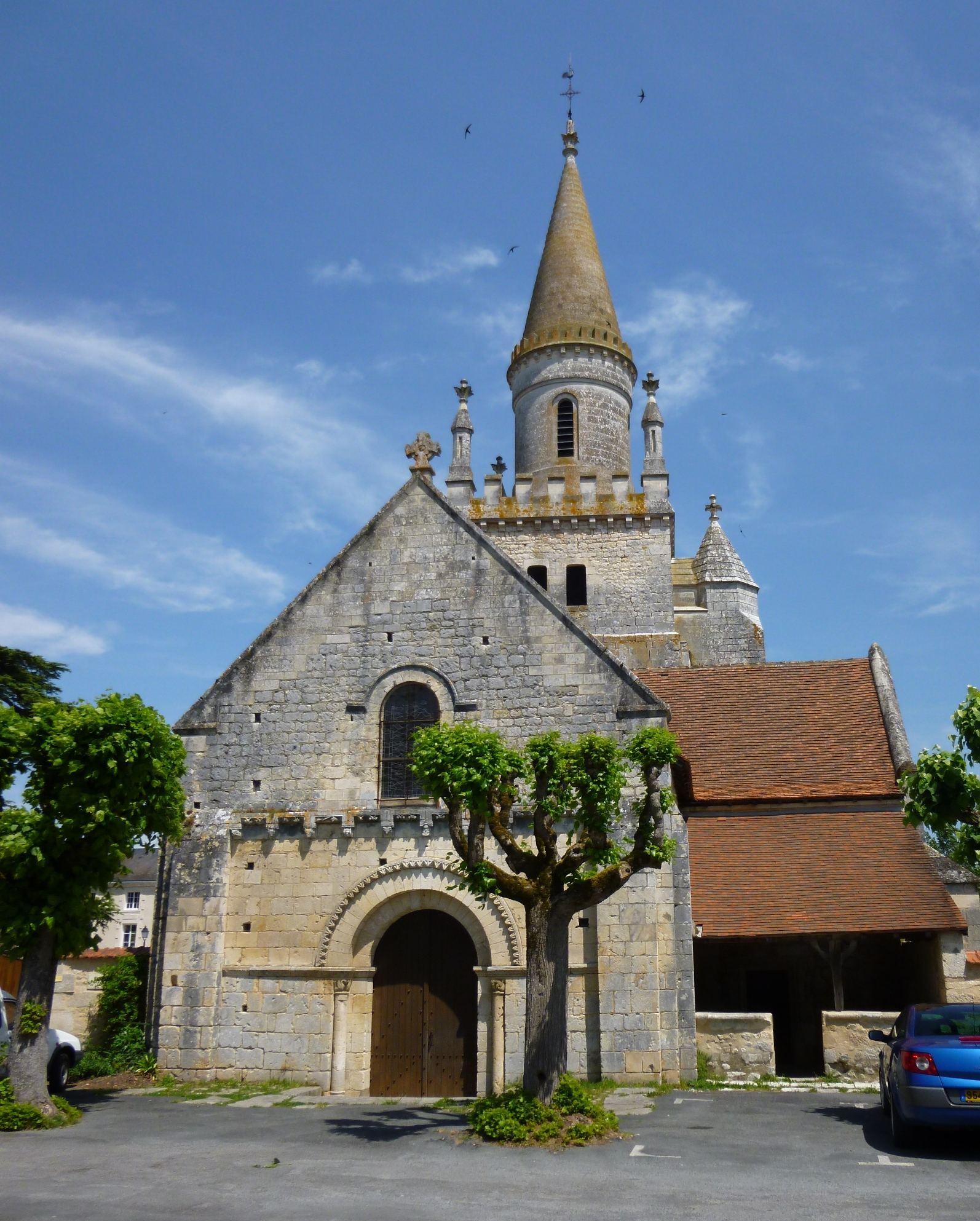
Kirche Saint-André
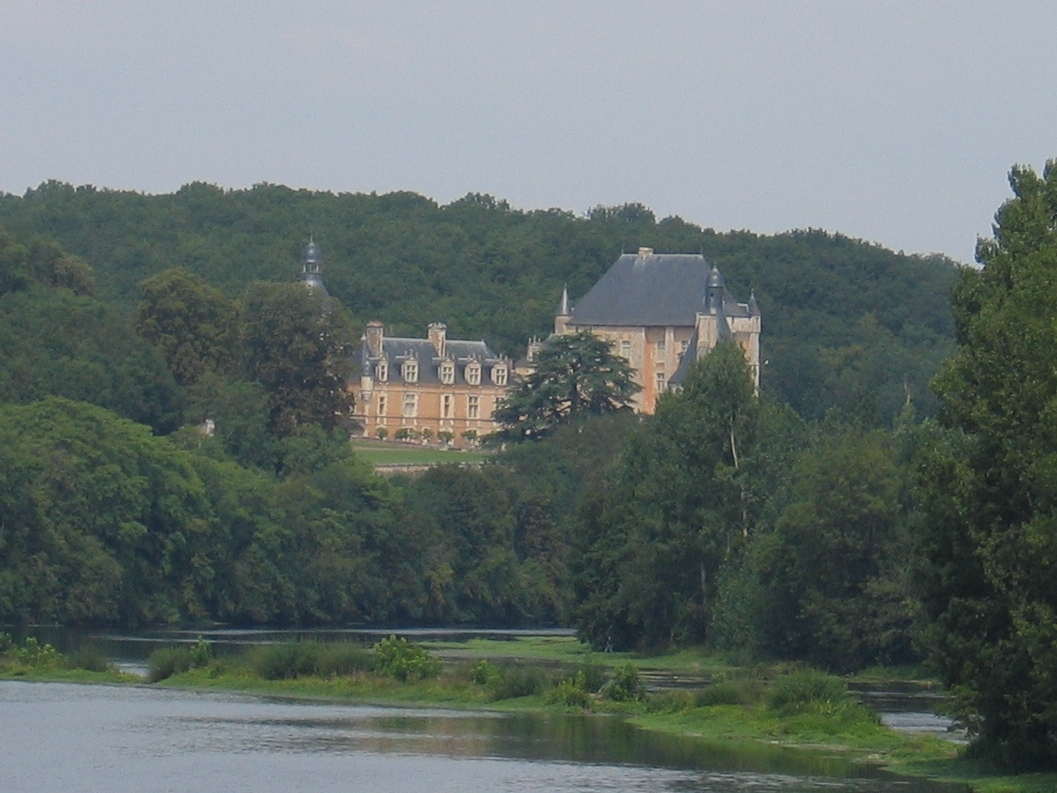
Schloss Touffou

## Persönlichkeiten
- David Ogilvy (1911–1999), Unternehmer, hier gestorben